# Maincy
Maincy ist eine französische Gemeinde mit 1.833 Einwohnern (Stand 1. Januar 2022) im Département Seine-et-Marne in der Region Île-de-France. Sie liegt in der Ebene der französischen Brie, etwa 6 km östlich von Melun und ungefähr 50 km südlich von Paris.
Die Geschichte des alten Dorfes ist eng mit der des Schlosses Vaux-le-Vicomte aus dem 17. Jahrhundert verwoben, dessen Park die westliche Gemeindegrenze bildet. Der Fluss Almont, der die Gemeinde durchquert, wurde für Wasserversorgung des Barockgartens herangezogen. Die alte Steinbrücke, die Paul Cézanne als Motiv diente, eine alte Wassermühle, der Waschplatz und zahlreiche Wohnhäuser im typischen Stil der Brie zeugen von früheren Zeiten. Die im 12. Jahrhundert erbaute Kirche wurde im 17. Jahrhundert von Louis Le Vau, dem Baumeister des hiesigen Schlosses, der später nach Versailles berufen wurde, umgestaltet.

## Tapisserie-Manufaktur
Sehenswert ist vor allem das ehemalige, von den Karmelitinnen aus Melun begründete Kloster, in dem der Oberintendant der Finanzen Nicolas Fouquet eine Werkstatt für die Herstellung von Haute-Lisse-Tapisserien gründete, die von 1658 bis etwa 1668 aktiv war. Unter der Leitung von Charles Le Brun waren hier etwa 300 Arbeiter und 19 flämische Bildwirker beschäftigt, und zwar zunächst vornehmlich um die kostbare Ausstattung des Fouquet’schen Schlosses zu schaffen. Nachdem der Oberintendant 1661 in Ungnade gefallen war, wurde die inzwischen von König Ludwig XIV. mit Privilegien versehene "Manufacture de tapisserie de haute lisse privilégiée" 1668 nach Paris verlagert, wo sie gemeinsam mit der Pariser Manufaktur die Grundlage der neuen "Manufacture de Tapisserie Royale" bildete, die wir heute als Gobelin-Manufaktur kennen.
Der Verbleib der Werke ist größtenteils unbekannt. Das Schloss Vaux-le-Vicomte selbst besitzt nur noch einen Türbehang, in dem das Wappen Fouquets durch das seines Amtsnachfolgers Jean-Baptiste Colbert ersetzt worden war. Erst kürzlich (Stand 2006) hat der heutige Schlossbesitzer die Wirkerei unter großem Kostenaufwand in den alten Zustand zurückversetzen lassen.

## Sehenswürdigkeiten

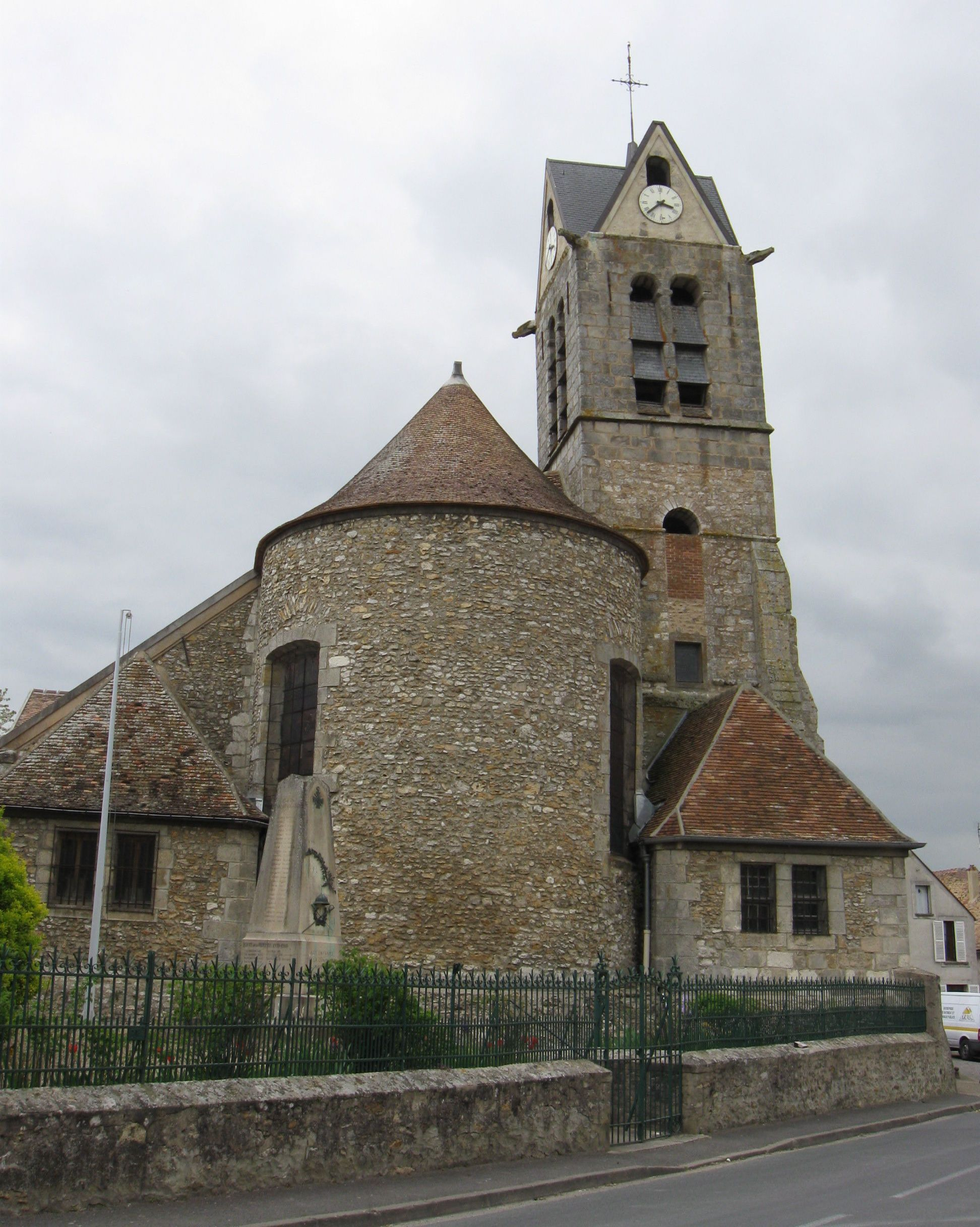
Kirche Saint-Étienne

Siehe auch: Liste der Monuments historiques in Maincy
- Kirche Saint-Étienne, erbaut in der zweiten Hälfte des 12. Jahrhunderts
- Waschhaus, erbaut 1853